# Albert Steinberg
Albert Steinberg (* 11. Mai 1910 in Toronto; † 27. Februar 2003 in Kalifornien) war ein kanadischer Geiger und Dirigent.

## Leben
Steinberg studierte in Toronto bei Broadus Farmer, Luigi von Kunits und Kathleen Parlow (Geige) sowie Ettore Mazzoleni und Reginald Steward (Dirigieren) und nahm von 1935 bis 1937 privaten Unterricht bei Mishel Piastro in New York und Pierre Monteux in Maine. Er debütierte vierzehnjährig beim Rundfunksender CFCA in Toronto und unternahm 1927–28 Konzertreisen durch die USA und 1929 durch Kanada.
Von 1936 bis 1946 war er Mitglied des Toronto Symphony Orchestra und wirkte an verschiedenen Sendungen der CBC als Dirigent mit. Von 1946 bis 1951 war er Konzertmeister des Vancouver Symphony Orchestra und musikalischer Leiter des Vancouver Junior Symphony Orchestra sowie Konzertmeister und Dirigent des Orchesters der Promenade Symphony Concerts in Toronto. Als Gründungsmitglied gehörte er der Vancouver Chamber Sinfonietta (1947–51), dem Steinberg String Quartet (1947–51) sowie ab 1948 den Friends of Chamber Music an.
Ab 1952 lebte Steinberg in den USA, wo er bis 1956 Mitglied des Los Angeles Philharmonic Orchestra war. Danach spielte er in verschiedenen Studioorchestern, u. a. unter Leitung von Percy Faith. Zwischen 1967 und 1989 war er als Konzertmeister und zweiter Dirigent neben David Rose für TV-Serien wie The Red Skelton Show, Bonanza und Little House on the Prairie sowie neben Nelson Riddle (u. a. für Newhart) tätig. Mit letzterem spielte er auch Aufnahmen mit Linda Ronstadt, Frank Sinatra und Sammy Davis Jr. ein.
Von 1973 bis 1978 war Steinberg musikalischer Leiter des Young Artists’ Symphony of Los Angeles, von 1979 bis 1991 musikalischer Leiter und Dirigent des AF of M Senior Symphony of Los Angeles. 1985 trat er als Solist in einem Special für das deutsche Fernsehen mit Werken von David Rose, Henry Mancini, Johnny Green und David Raksin auf.

## Quelle
- Albert Steinberg. In: The Canadian Encyclopedia. (englisch, französisch).

| Personendaten    | Personendaten                   |
| ---------------- | ------------------------------- |
| NAME             | Steinberg, Albert               |
| KURZBESCHREIBUNG | kanadischer Geiger und Dirigent |
| GEBURTSDATUM     | 11. Mai 1910                    |
| GEBURTSORT       | Toronto                         |
| STERBEDATUM      | 27. Februar 2003                |
| STERBEORT        | Kalifornien                     |